# 빌립 P3
빌립 P3 프라임은 유경 테크놀로지스의 SMP이다. 6월 1일 물량부족을 대비해 한정판매를 시작했으나 결국 자재 공급이 늦어져 6월 7일 판매를 일시중단, 6월 18일부터 재판매를 시작했다. 출시 전 예정 모델로는 standard, dmb, wifi+dmb 3종류가 있었으나 소비자의 요청으로 인해 wifi 모델을 추가 4종류의 모델을 판매한다.

## 특징
- Windows CE(미개방)와 구글의 오픈소스 운영체제인 Android 두 개의 운영체제를 가지고 듀얼부팅이 가능하다.
- 전면이 강화 유리이며 정전식 터치를 쓴다.
- 9.8mm의 두께와 100g내외의 무게
- SRS HD WOW 음장의 스피커
- 720p의 고화질 동영상까지 무인코딩, 일부 1080p full hd 동영상 무인코딩을 지원한다.
- 안드로이드로 부팅시 다양한 애플리케이션을 쓸 수있다.
- wifi지원 모델은 wifi사용 가능 지역에서 인터넷 사용이 가능하다.
- 이어폰 안테나를 통해 dmb를 볼 수 있다.(dmb지원 모델만)
- 0.5~2배속의 동영상 재생이 가능하다.
- 두산 동아 Prime 영한, 한영 사전을 탑재했다.
- FM라디오 수신이 가능하다.
- Micro SD카드를 통해 부족한 용량 확장이 가능하다.
- 내부스피커가 있어 이어폰 없이도 소리를 들을 수 있다.

## 출시 당시 모델별 가격
- Standard
  - 8GB  259,000원
- DMB
  - 16GB 329,000원
  - 32GB 399,000원
- Wifi
  - 16GB 349,000원
  - 32GB 419,000원
- Wifi DMB
  - 8GB 319,000원
  - 16GB 369,000원
  - 32GB 449,000원

## 한계
- 카메라 및 GPS 미탑재로 구글의 정식인증을 받지 못한 안드로이드 기기이다.
- 구글의 정식인증을 받지 못했기 때문에 구글의 마켓사용이 불가능하다.(기본)
- 멀티터치 부재로 인한 애플리케이션의 활용도가 감소했다. (핀치투줌은 1.2.9 펌웨어 패치로 가능해졌다.)
- 블루투스가 지원되지 않는다.
- 이어폰을 dmb와 라디오 안테나로 사용하기 때문에 이어폰 없이는 dmb나 라디오 청취가 불가능하다.